# Цилінна (річка)
Цилінна (крим. Tsılinna) — річка в Україні, у Джанкойському районі Автономної Республіки Крим.

## Розташування
Річка тече переважно на північний захід понад селом Цілинне (до 1945 року — Кирк-Ішунь, крим. Qırq İşün) , через Томашівку і заболоченій місцині впадає у озеро Айгульське.
Від Перекопського перешийку з півночного заходу на південний схід по території Джанкойського району по спрямованих руслах річок Неточна (ГК-19), Цілинна (ГК-20), Сиваш (ГК-21) і балці Вигонна (СК-1) колекторно-дренажні води надходять в озеро Айгульске.